# Lug
Lug o Lugh és un déu de la mitologia celta, molt present a la mitologia irlandesa i documentat també en nombroses fonts provinents de territoris de cultura celta, actual o històrica.
No és el Déu suprem, sinó un Déu «sense funció» perquè té totes les funcions. En efecte, és el Samildanacho, o, cosa que és el mateix, el múltiple artesà de la mitologia celta, no sols perquè està al capdamunt de la jerarquia, sinó també perquè és pancèltic. És una d'aquelles divinitats que, ara per ara, trobem en tots els panteons celtes. Alguns estudis indiquen que pot tractar-se d'un homòleg del Déu nòrdic Loki, pel fet d'assemblar-se els noms i fets que envolten la mort de Balder, l'equivalent a l'avi Balar de Lug.
El culte d'aquesta divinitat es troba entre els pobles celtibers de la península Ibèrica. Un santuari dedicat a aquest déu pot haver donat lloc a la ciutat de Lugo (Lucus Augustus), que vindria d'un nom cèltic Lugudunum ('santuari de Lug'). També s'ha descobert un altre santuari a Peñalba de Villastar, a Terol. Altres ciutats europees porten un nom derivat d'aquesta divinitat, com ara Lugdúnum, i diversos topònims de poblacions cèltiques a França i a Irlanda. Es coneixen també etnònims a Astúries (Luggoni) i a Galícia (Lougei), que segons els especialistes deriven del nom d'aquest déu.